# Jules Supervielle

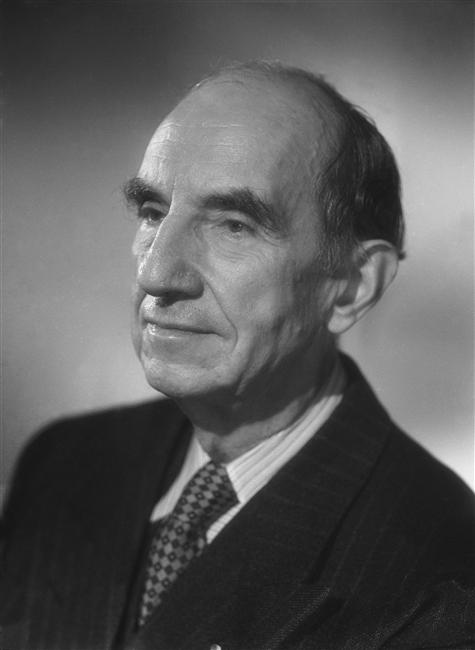
Jules Supervielle

Jules Supervielle, född 16 januari 1884 i Montevideo, Uruguay, död 17 maj 1960 i Paris, var en franskspråkig poet och prosaist. Supervielle betraktade den surrealistiska skolan med misstänksamhet och fann i stället valfrändskaper i Jean de La Fontaine, Charles Baudelaire och Walt Whitman, samt hos Rainer Maria Rilke, med vilken han brevväxlade med under dennes sista år. Parallellt med poesin, som har rönt mest uppmärksamhet, skrev han även romaner och noveller.

## Översättningar till svenska[1]
- "[Dikter]" (översättning Erik Lindegren och Ilmar Laaban). I antologin 19 moderna franska poeter (Bonnier, 1948), s. 112-128
- "[Dikter]" (översättning Henry G. Gröndahl). I antologin Hjärtat och mörkret: modern fransk lyrik (Wahlström & Widstrand, 1948), s. 41-46
- Världshavets barn (L'enfant de la haute mer) (översättning Anders Nyblom) (Wahlström & Widstrand, 1949)
- "Bön till den okände" (översättning Karl Asplund). I antologin Tricolor: fransk lyrik från ett sekel (Bonnier, 1951), s. 69-73
- "Academia" (översättning Anders Österling). I Nya tolkningar av Anders Österling (Bonnier, 1952), s. 53-54
- "Han som kom på söndagarna" (översättning Eva Alexanderson). I tidskriften Bonniers litterära magasin, 1955: nr 3, s. 171-182
- "En skål mjölk" (översättning Eva Alexanderson). I antologin Berömda franska berättare (Folket i Bild, 1957), s. 189-192
- "Profetia" (översättning Lasse Söderberg). I dagstidningen Svenska dagbladet, 11 aug 1957
- "Att söka sin tanke" (översättning Ingemar Gustafsson). I tidskriften Lyrikvännen, 1959: nr 4, s. 5-6
- "Bakom denna slocknade himmel ..." (översättning Ingemar Gustafsson). I Göteborgs handels- och sjöfartstidning, 29 aug 1959
- "Änkan med de tre fåren" och "Jättinnan" (översättning Lars Bjurman). I antologin Fantastika: 27 franska författare (Cavefors, 1964), s. 283-291
- "Vägen och vattenhålet" [novell] (anonym översättning). I dagstidningen Arbetet, 4 juni 1961
- "Förvandling" och "Det hemliga havet" (översättning Erik Blomberg). I antologin Hundra franska dikter från nio århundraden (Norstedt, 1964), s. 193-194
- "Bokstäver" (översättning Lasse Söderberg). I tidskriften Bokvännen, 1964: nr 2, s. 33
- "Saknaden av jorden" (översättning Östen Sjöstrand). I antologin Fransk lyrik (Bonnier, 1969), s. 58
- "[Dikter]" (översättning Ingemar & Mikaela Leckius, resp. Lasse Söderberg). I antologin Fransk poesi 1910-1970 (FIB:s lyrikklubb, 1974), s. 66-73
- Öppen himmel: valda dikter (översättning Roger Fjellström) (Ordström, 1985)
- "[Dikter]" (översättning Marianne Tufvesson). I antologin Märkliga jämviktslägen (Bakhåll, 1987), s. 64-78